# Institut national des sciences appliquées de Toulouse
Die Institut national des sciences appliquées de Toulouse (INSA Toulouse) ist eine französische Ingenieurschule und Forschungszentrum, außerdem aktives Mitglied der Conférence des grandes écoles. Das Institut mit Sitz in Toulouse, Mitglied der INSA-Gruppe und Gründer der Université Fédérale Toulouse Midi-Pyrénées, wurde 1963 gegründet.
Die Schule verfügt derzeit über ein Netzwerk von mehr als 12.000 qualifizierten Ingenieuren, die in allen Bereichen der Wirtschaft präsent sind. Neben der Erstausbildung eines Ingenieurs strebt das INSA in Toulouse auch eine kontinuierliche Ausbildung und wissenschaftliche Forschung an.